# Drosophila apicisetae
Drosophila apicisetae är en tvåvingeart som beskrevs av Elmo Hardy 1965. Drosophila apicisetae ingår i släktet Drosophila och familjen daggflugor.
Artens utbredningsområde är Hawaii.